# Leptobasis costalimai
Leptobasis costalimai är en trollsländeart som beskrevs av Santos 1957. Leptobasis costalimai ingår i släktet Leptobasis och familjen dammflicksländor. Inga underarter finns listade i Catalogue of Life.